# Jan Bielatowicz
Jan Bolesław Bielatowicz (ur. 16 listopada 1913 w Nisku, zm. 27 listopada 1965 w Londynie) – prozaik, poeta, publicysta, krytyk literacki, redaktor, bibliograf, oficer Polskich Sił Zbrojnych, działacz polityczny.

## Życiorys
Syn Mariana Bielatowicza, lekarza, i Zofii z Chodzińskich. Urodził się w Nisku, następnie przebywał z rodzicami w Rzeszowie, Pilźnie a od 1922 w Tarnowie, gdzie jego ojciec przez wiele lat pełnił obowiązki lekarza miejskiego. Uczęszczał do Państwowego Gimnazjum im. Kazimierza Brodzińskiego w Tarnowie. W 1930 zadebiutował (jako siedemnastolatek) na łamach czasopisma „Nasze życie”, wierszem pt. Pieśń młodzieży. W 1931 był już redaktorem pisma tarnowskiej młodzieży „Czyn”, którego był współzałożycielem. Po zdaniu matury, w 1931, podjął studia na Uniwersytecie Jagiellońskim w Krakowie. Studiował filologię polską i prehistorię. Jego nauczycielami byli m.in. Kazimierz Nitsch i Ignacy Chrzanowski. W czasie studiów należał do krakowskiej Związku Akademickiego Młodzież Wszechpolska. Został też wybrany prezesem Koła Naukowego Polonistów.
Jego wiersze, szkice i recenzje literackie drukowane były na łamach „Głosu Podhala”, krakowskiego tygodnika „Powściągliwość i Praca”, żywieckiego kwartalnika „Gronie”, ukazującego się w Poznaniu studenckiego pisma „Głos”, tygodnika „Wielka Polska” i wspomnianego wcześniej „Czynu”.
W 1937 uzyskał tytuł magistra polonistyki. Pracował dalej jako dziennikarz. Publikował w takich pismach jak: „Głos Narodu”, „Prosto z Mostu”, „Orędownik” (pismo poznańskie). Opracował i wydał antologię poezji ludowej (słowo wstępne napisał prof. Stanisław Pigoń).
W kwietniu 1939 jego żoną została, również polonistka, Irena Drożdżówna z Tarnowa.
Jako podchorąży rezerwy służył w 5 pułku strzelców podhalańskich. Po kampanii wrześniowej, 21 września 1939 przekroczył granicę węgierską. Został internowany w obozie Kisbodak. Od stycznia do kwietnia 1940 działał w biurze organizującym przerzuty polskich żołnierzy na teren Francji. W kwietniu został aresztowany i osadzony w karnym obozie w Komárom, skąd uciekł i przez Jugosławię i Turcję przedostał się do Palestyny.
W Hajfie wstąpił do Armii Polskiej na Wschodzie. Był żołnierzem 3 Batalionu Brygady Strzelców Karpackich. Brał udział w walkach na terenie Libii i obronie Tobruku.
Nie zrezygnował z działalności literackiej i publicystycznej; pisał reportaże, artykuły i wiersze ogłaszane w polskich pismach: „Przy kierownicy w Tobruku” czy „Gazecie Polskiej”, a od 1942 w „Orle Białym”. W 1942 został skierowany na kurs do Szkoły Podchorążych Rezerwy na Bliskim Wschodzie. Jego aktywność pisarska została zauważona przez dowództwo, w wyniku czego został czasowo zwolniony z wojska i pracował jako redaktor w dzienniku „Kurier Polski w Bagdadzie”, który ukazywał się od grudnia 1942 do sierpnia 1943.
Potem powrócił do swego 3 Batalionu i brał z nim udział w kampanii włoskiej (w tym w bitwie o Monte Cassino, po której otrzymał Krzyż Walecznych). 27 października 1944 roku był wśród żołnierzy, którzy zdobyli Predappio, rodzinne miasto Benito Mussoliniego i należący do niego zamek Rocca delle Caminate.
Cały czas współpracował z redakcjami „Orła Białego” i „Dziennika Żołnierza APW” (Armii Polskiej na Wschodzie), zbierał i dokumentował poetycką twórczość polskich żołnierzy. W latach 1944–1946 opracował i opublikował cztery tomy antologii poezji, której autorami byli przeważnie żołnierze II Korpusu.
Po zakończeniu wojny pozostał we Włoszech, a w 1946 wyjechał do Wielkiej Brytanii. Przebywał najpierw w obozach żołnierskich Freckenham i w Chippenham (do 1948), potem – po demobilizacji – podjął pracę w Katolickim Ośrodku Wydawniczym „Veritas”. Początkowo pracował fizycznie jako pakowacz i ekspedytor, później jako kierownik literacki tygodnika społeczno-kulturalnego „Życie” i redaktor Tygodnika Katolickiego „Gazeta Niedzielna” (1949-1951). W 1951 został redaktorem naczelnym „Życia” (do 1955). Od 1955 kierował „Biblioteką Polską”, serią książek wydawanych przez „Veritas”. Został też redaktorem miesięcznika „Droga” (1954–1956). Później nawiązał współpracę z ukazującym się w Paryżu miesięcznikiem „Horyzonty” (kierował działem kulturalnym). Jego artykuły ukazywały się zarówno w pismach, w których pracował, jak i w „Dzienniku Polskim i Dzienniku Żołnierza”, „Tygodniu Polskim” czy „Wiadomościach”.
Przez wiele lat Bielatowicz gromadził i opracowywał dokumenty dotyczące szlaku bojowego Armii Polskiej na Zachodzie i, co pewien czas, publikował wyniki swojej pracy. Był także współpracownikiem Rozgłośni Polskiej Radia Wolna Europa, dla której recenzował książki wydawane w kraju i na emigracji.
Należał do emigracyjnego Stronnictwa Narodowego (był w jego Komitecie Politycznym). W 1963 został wybrany do Rady Jedności Narodowej.
Został odznaczony Krzyżem Walecznych (dwukrotnie), Srebrnym Krzyżem Zasługi z Mieczami i Medalem Wojska (czterokrotnie). Otrzymał też Krzyż Pamiątkowy Monte Cassino i pamiątkowe odznaczenia brytyjskie. Pośmiertnie nadano mu Krzyż Srebrny Orderu Virtuti Militari.
Związek Pisarzy Polskich na Obczyźnie przyznał mu w 1955 nagrodę dla krytyka literackiego. W 1961 londyńskie „Wiadomości” przyznały mu nagrodę za Książeczkę (tomik wspomnieniowych opowiadań z dziecięcych i młodzieńczych lat w Tarnowie), jako najlepszą książkę roku wydaną na emigracji.
W PRL informacje na temat Jana Bielatowicza podlegały cenzurze.  Jego nazwisko znajdowało się na specjalnej liście osób z całkowitym zakazem publikacji  Zalecenia cenzorskie dotyczące jego osoby zanotował Tomasz Strzyżewski, który w swojej książce o peerelowskiej cenzurze opublikował notkę informacyjną nr 9 z 1975 roku  Głównego Urzędu Kontroli Prasy, Publikacji i Widowisk. Wytyczne dla cenzorów głosiły: „(...) w stosunku do niżej wymienionych pisarzy, naukowców i publicystów przebywających na emigracji (w większości współpracowników wrogich wydawnictw i środków propagandy antypolskiej) należy przyjąć zasadę bezwarunkowego eliminowania ich nazwisk oraz wzmianek o ich twórczości, poza krytycznymi, z prasy, radia i TV oraz publikacji nieperiodycznych o nienaukowym charakterze (literatura piękna, publicystyka, eseistyka)”.
Od 1959 częściowo sparaliżowany, zmarł w 1965 w Londynie. Został pochowany na Cmentarzu South Ealing w Londynie.

## Upamiętnienie
W 1992 jednej z ulic w Tarnowie, przecznicy alei Piaskowej w dzielnicy Piaskówka, nadano imię Jana Bielatowicza.

## Twórczość

### Autorska (wydania książkowe)
- 1946 Bibliografia druków polskich we Włoszech 1.09.1939 – 1.09.1945; Rzym
- 1946 Ramię pancerne 2. Polskiego Korpusu. Album fotografii 2. Warszawskiej Dywizji Pancernej; tekst polski: Jan Bielatowicz, Rzym
- 1947 Passeggiata. Szkice włoskie; wyd.: Instytut Literacki, Rzym
- 1947 Brygada Karpacka; wyd.: Instytut Literacki, Rzym
- 1949 3. Batalion Strzelców Karpackich; Londyn
- 1954 Laur Kapitolu i wianek ruty. Na polach bitew Drugiego Korpusu; opowiadania i reportaże, wyd.: Katolicki Ośrodek Wydawniczy „Veritas”, Londyn
- 1961 Książeczka; opowiadania, wyd.: „Veritas”, Londyn
- 1964 Gaude Mater Polonia. Gawęda; wyd.: Instytut Literacki, Paryż
- 1964 La situation tragique de l'Eglise de Pologne; Beyrouth
- 1965 Roman Dmowski jako pisarz; Londyn
- 1965 Opowiadania starego kaprala; wyd.: „Veritas”, Londyn
- 1970 Literatura na emigracji; wybór recenzji i felietonów, wyd.: Polska Fundacja Kulturalna, Londyn (wydanie pośmiertne)
- 1986 Książeczka ; Opowiadania starego kaprala. Instytut Wydawniczy „Pax” Warszawa 1986 ISBN 83-211-0775-3

### Spolszczenia
- 1954 Giovanni Guareschi – Mały świat Don Camilla; (z włoskiego) wyd.: „Veritas”, Londyn
- 1956 Giovanni Guareschi – Don Camillo i jego trzoda; (z włoskiego) wyd.: „Veritas”, Londyn
- 1958 Oskar Halecki – Historia Polski; (z ang., wspólnie z Zofią Kozarynową) wyd.: „Veritas”, Londyn
- 1963 Współcześni historycy brytyjscy. Wybór z pism; (z ang., m.in. Jan Bielatowicz), wyd.: B.Świderski, Londyn

### Opracowania i redakcje
- 1937 Poezja młodego Podhala; antologia, oprac.: Jan Bielatowicz (słowo wstępne: Stanisław Pigoń); wyd.: UJ, Kraków
- 1944 Azja i Afryka. Antologia poezji polskiej na Środkowym Wschodzie; oprac.: Jan Bielatowicz (przedmowa: Władysław Anders); Palestyna
- 1944 Poezja Karpacka. Zbiór wierszy Brygady Strzelców Karpackich; redakcja i wstęp: Jan Bielatowicz; wyd.: „W Drodze”, Jerozolima
- 1945 Nasze granice w Monte Cassino. Antologia walki; oprac. i wstęp: Jan Bielatowicz; Rzym
- 1946 Przypływ. Poeci 2. Korpusu; oprac.: Jan Bielatowicz; Rzym
- 1951 Samodzielna Brygada Strzelców Karpackich. W dziesięciolecie jej powstania. Zbiorowa praca historyczna i literacka żołnierzy SBSK; Red. oraz autorstwo rozdz. Zarys dziejów SBSK i Piśmiennictwo Brygady Karpackiej: Jan Bielatowicz, Londyn
- 1952 Bitwa o Monte Cassino; oprac.: Jan Bielatowicz, Londyn (wyd. II pod tyt. Monte Cassino w dziesięciolecie bitwy, Londyn 1954)
- 1966 Ułani Karpaccy. Zarys historii pułku; red.: Jan Bielatowicz (przedmowa: Stanisław Kopański), Londyn